# Wassermühle Triglitz

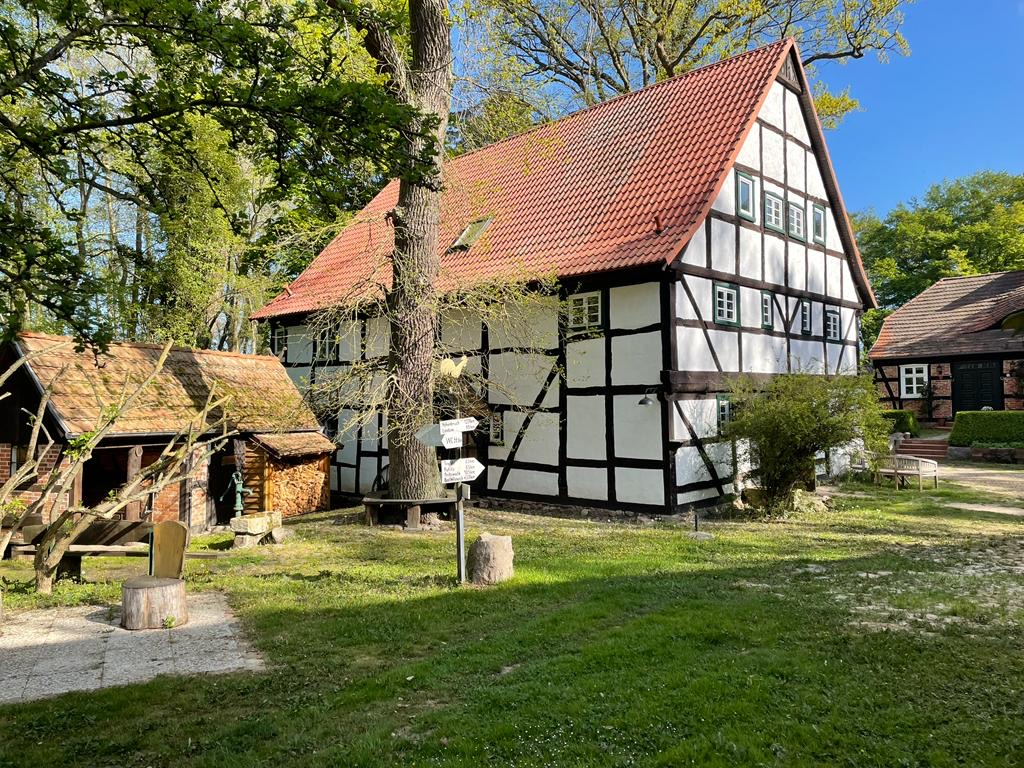
Wassermühle Triglitz

Die Wassermühle Triglitz ist ein denkmalgeschütztes Mühlenensemble aus einer Wassermühle in Fachwerkbauweise, erbaut von 1702 bis 1704, einem Wohnhaus von 1778 (dem sogenannten Altenteil) und einer großen Scheune. Es steht direkt am Flüsschen Kümmernitz, einem Seitenarm der Dömnitz, und liegt etwas abseits von der Landstraße L111 und dem Dorf Triglitz.
Die Kümmernitz erreicht von der Quelle bis zur Ortslage Preddöhl ein Gefälle von 34 m. Die durch das Gefälle sich entwickelnde Strömung sowie ein vorgelagerter Stausee wurde zum Betrieb der Wassermühle genutzt.
Erstmals wurde der Ort als Dorf mit Wassermühle urkundlich 1407 mit der Bezeichnung „Tryggelitze“ erwähnt. Der Name stammt aus dem Slawischen und bedeutet „drei unbewaldete, kahle Stellen“.

## Geschichte der Wassermühle

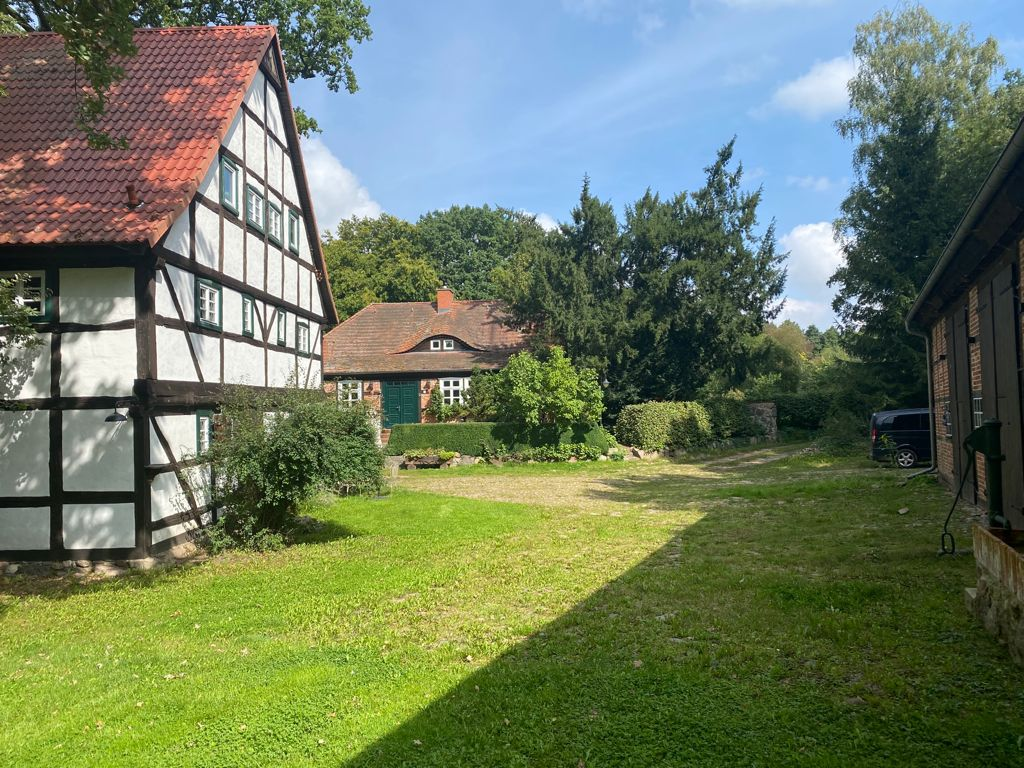
Hofansicht der Wassermühle Triglitz (links: Mühle, Mitte: Wohnhaus, rechts: Scheune)

Im Jahre 1492 wurde eine zum Rittergut von Warnstedt gehörige Wassermühle erwähnt, die jedoch einen anderen Standort direkt am Ortseingang hatte. Sie fand 1540 und 1686 weitere Erwähnungen.
Von 1702 bis 1704 wurde unter dem Lehnsmann und Rittergutsbesitzer Johann Gabriel von Warnstedt dann die Wassermühle am heutigen Standort in Triglitz errichtet.
Von 1706 bis 1740 war der Müllermeister Christian Knaak aus Weißen Gottschow der erste Erbpächter. Ein Stein mit seinem Namen findet sich heute noch auf dem Hof. Der zweite Erbpächter war Ernst Knaack aus Breese.
1739 wurde ein zweiter Mahlgang in die Mühle eingebaut. Herr von Warnstedt verkaufte 1740 fast seinen gesamten Boden an die Kirche. Lediglich die Wassermühle und einige Wirtschaftsgebäude blieben davon ausgenommen. Wahrscheinlich wurde die Wassermühle dann bis 1834 von dem Rittergut von Jürgass weiter bewirtschaftet.
1856 erhielt der Erbpächter Müller Knaak die Wassermühle zum Eigentum.
1880 wurde eine Turbine zum Antrieb des Mahlwerkes und der damals noch vorhandenen Ölmühle eingebaut.
1888 erwarb der Kaufmann Carl Ganzlin jun. aus Grabow, der Schwager von Wassermüller Knaack, die Wassermühle. In diese Zeit dürften wesentliche Umbauten an den Mühlengebäuden, wie die Veränderung des Wohnhauses, fallen.

Seit 1893 gehört der Mühlenbereich zur Gemeinde Triglitz.

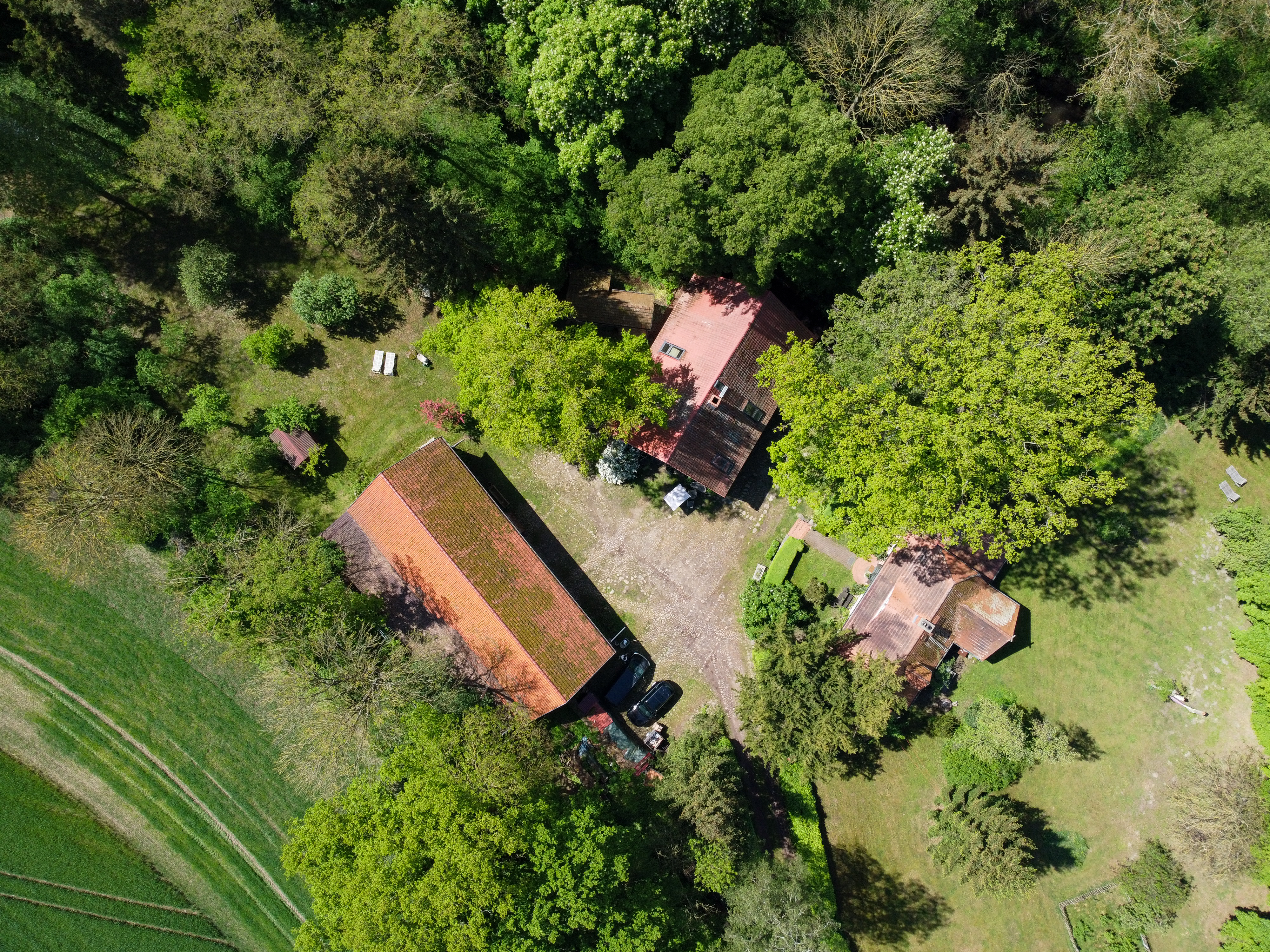
Luftbild der Wassermühle Triglitz

1907 nahmen die Bauern der umgebenden Dörfer eine genossenschaftliche Molkerei in Betrieb. An deren Dampfmaschine wurde auch eine Schrotmühle angeschlossen. Dieser Konkurrenz war die alte Wassermühle nicht gewachsen, so dass ihr Betrieb während des Ersten Weltkriegs eingestellt werden musste.
1922 baute Carl Ganzlin jun. eine neue Turbinenanlage zum Betrieb der Mühle und zur Erzeugung von Strom zum Eigenbedarf ein.
Ende der 1980er Jahre begann der Verfall der Mühle, die damit über 290 Jahre im Besitz der Familie Ganzlin ist.
1999 wurde die Wassermühle Triglitz aus einem völlig ruinösen Zustand von dem Bauunternehmerpaar Heinz und Petra Koebe gerettet. Sie sanierten nicht nur das Wohnhaus 2001 und die marode Mühle 2005. Auch die Scheune war völlig verfallen. Deshalb kauften sie im Nachbarort Jakobsdorf eine Scheune aus dem Jahr 1898, nummerierten die Balken, trugen sie ab und errichteten sie auf dem Mühlengrundstück 2006 wieder neu.
2011 wurde die Koebemühle mit Mühlenschänke und Pension mit drei Gästezimmern für den Sommerbetrieb eröffnet.
Heute wird die Wassermühle Triglitz als Ferien- und Seminarhaus ganzjährig genutzt. In der Scheune finden verschiedene Veranstaltungen statt.
Wer mehr über die einstige Mühle wissen möchte, kann auch die Erzählung von Carl Fürböter „Eine Mühle träumt im Quellengrund“ lesen.

## Denkmalhistorische Bedeutung
Die Wassermühle Triglitz gehört zu den ältesten orts- und regionalhistorischen Zeugnissen. Nur wenige Profanbauten aus der Zeit um 1700 haben sich in den Dörfern der Region erhalten. Die Wassermühle dokumentiert die jahrhundertealte Geschichte von Triglitz und der umgebenden Gemeinden. Sie nahm über viele Generationen eine zentrale Stellung im von den Produktionsabläufen der Landwirtschaft geprägten Leben der Dorfbewohner ein.
Die Wassermühle dokumentiert das frühe Müllergewerbe dieser Region. Die Verarbeitungstechnik, d. h. der ausschließliche Einsatz von Mühlsteinen in ihrer ursprünglichsten Form in Verbindung mit vermutlich ebenso einfachen Siebeinrichtungen, vermutlich Beutelwerken, dokumentiert eine Technik des späten 18. Jahrhunderts, die keine hohen Ansprüche an Vielfalt und Qualität des Produktes zuließ.

## Neubau des Mühlrades

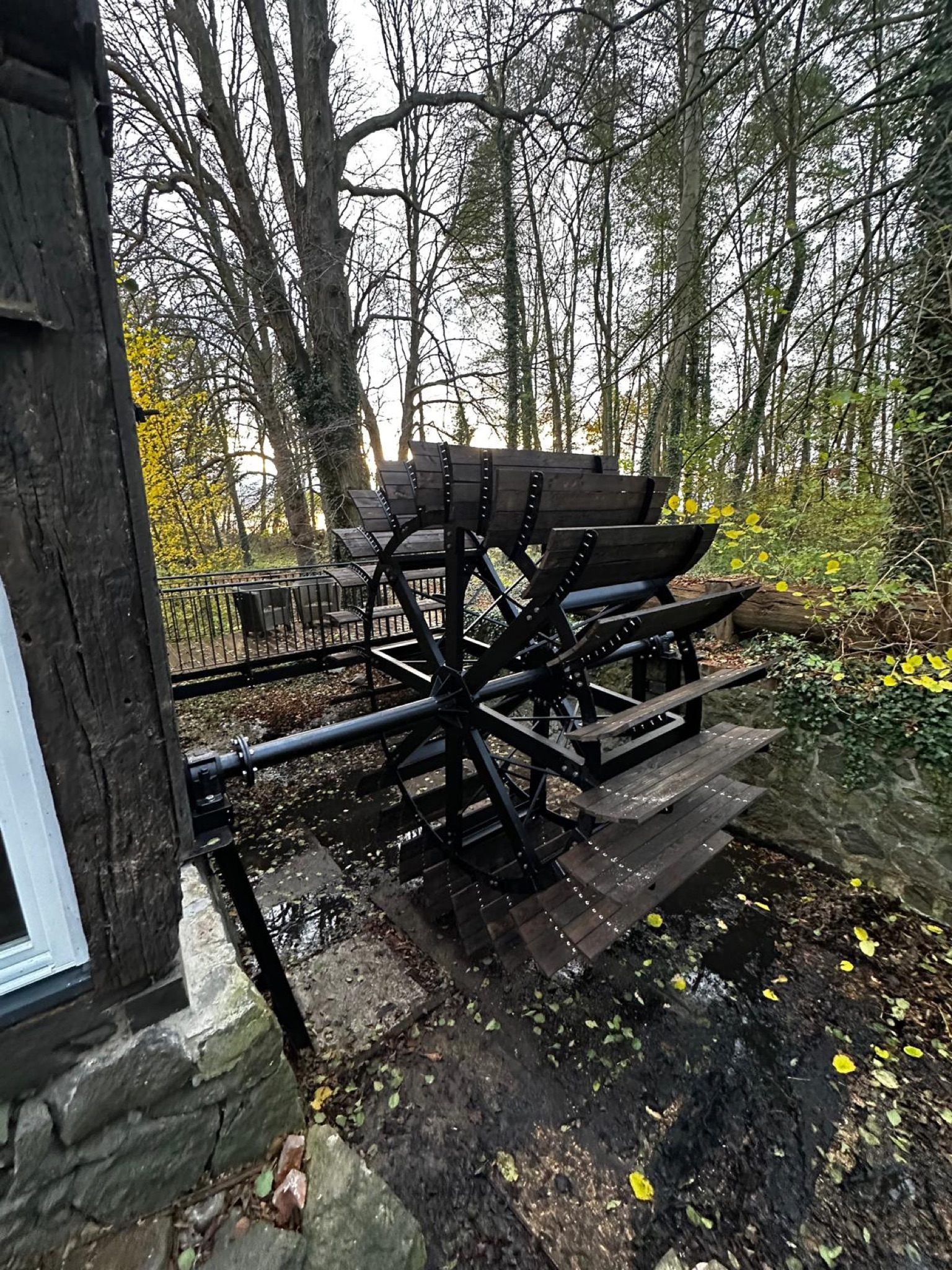
Das neue Wasserrad der Wassermühle Triglitz (2024)

Das alte Mühlrad der Wassermühle Triglitz war Jahrzehnte, wahrscheinlich nahezu ein ganzes Jahrhundert lang verschollen. 2023 entstand die Idee, ein neues Mühlrad zu bauen. In einem längeren Diskussionsprozess wurde auf Basis historischer Vorbilder und dem damaligen Wasseraufkommen eine geeignete Position und Größe entwickelt, die zur Wassermühle passt und das Rad seitlich sichtbar macht, indem es über die Kubatur der Mühle etwas herausragt. Damit die Konstruktion langlebig, historisch angemessen und passend zur Mühle wirkt, wurde letztlich keine Holzkonstruktion, sondern eine feuerverzinkte und pulverbeschichtete Metall-Konstruktion mit Lärchenschaufeln errichtet.
Der kleine Bach, die Kümmernitz, und die ebene Topographie der Prignitz erlaubt nur ein unterschlächtiges Wasserrad. Einst gab es mehrere Wehre bzw. Staumauern, um über einen Stausee einen Schwallbetrieb zu ermöglichen. In den 1970er Jahren war die Kümmernitz in diesem Abschnitt begradigt worden. Das letzte Wehr wurde bei der Renaturierung in den Jahren 2006–2007 rückgebaut. Auch die Hauptstaumauer der Wassermühle war bereits im frühen 20. Jahrhundert zerstört worden.

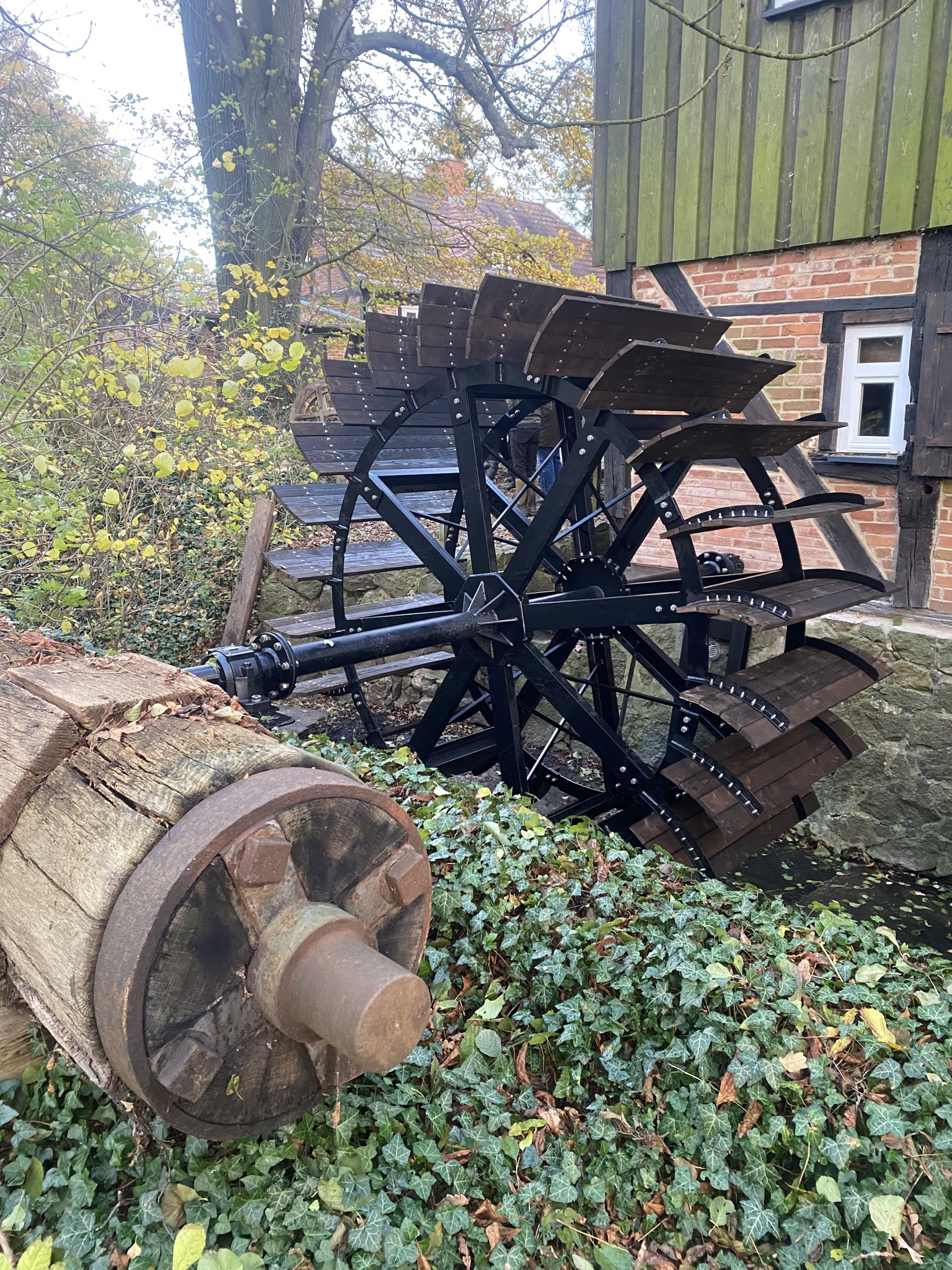
Neues Wasserrad der Wassermühle Triglitz von der Rückseite aus betrachtet, erbaut von Till Gruschka

Das neue Mühlrad selbst wiegt rund 2,2 Tonnen, der Gesamtdurchmesser liegt bei 3,5 m und die Schaufelbreite bei 1,5 m. Da das Fundament der Mühle und die Feldsteinmauer auf der anderen Seite des Mühlgrabens nicht beeinträchtigt werden sollten, wurden im Frühjahr und Sommer 2024 eigene Fundamente für die Halterungen des neuen Mühlrades gebaut.

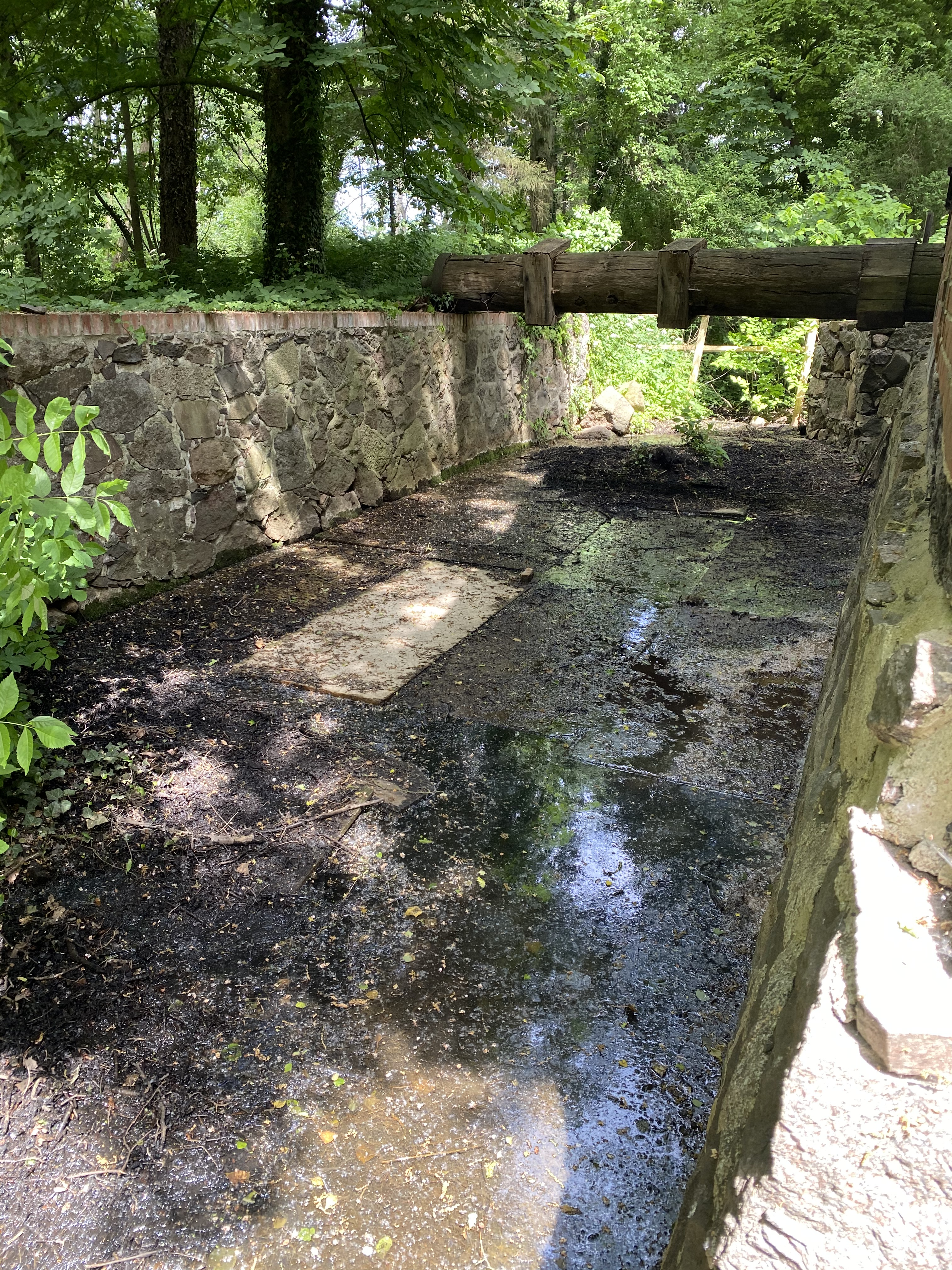
Mühlenfließgerinne 2020, vor dem Bau des neuen Mühlrades

2024 wurden die ersten Komponenten nach den Zeichnungen eines Metallbauers aus Steffenshagen gefertigt, zur Probe aufgebaut und dann wieder demontiert. Anschließend wurden alle 27 Großkomponenten feuerverzinkt und in verkehrsschwarz beschichtet. Insgesamt dauerte die Fertigung über 200 Arbeitsstunden. Später wurden die Stahlteile montiert und Lärchenbretter für die Schaufeln angeschraubt. Eine feierliche Einweihung erfolgte Ende 2024 mit den Anwohnern. Zusätzlich wurde ein Motor im wasserabweisenden Gehäuse montiert, so dass das Mühlrad mittels Riemenantrieb fahren kann.
Koordinaten: 53° 12′ 26″ N, 12° 5′ 25,6″ O